# Crescenzio Sepe
Crescenzio Sepe (2 de junio de 1943) es un cardenal italiano, Arzobispo emérito de Nápoles desde 2020.

## Biografía

### Formación
Crescenzio nació el 2 de junio de 1943, en Carinaro, Italia.
Recibió su formación en Roma. 
Estudió teología y derecho canónico en la Pontificia Universidad Lateranense y la filosofía en la Universidad de Roma.

### Sacerdocio
Fue ordenado sacerdote el 12 de marzo de 1967 por la Diócesis de Aversa en Italia
Enseñó teología en la Pontificia Universidad Lateranense y en la Pontificia Universidad Urbaniana antes de entrar en la Academia Pontificia Eclesiástica que forma a los diplomáticos de la Santa Sede.
Trabajó en la nunciatura de Brasil antes de volver a Roma para ocupar el puesto de asesor de asuntos generales en la Secretaría de Estado de la Santa Sede.

### Episcopado
El 2 de abril de 1992 fue nombrado secretario de la Congregación para el Clero y fue consagrado arzobispo el 26 de abril siguiente por el Papa Juan Pablo II.
El 9 de abril de 2001 fue nombrado prefecto de la Congregación para la Evangelización de los Pueblos. Luego, el 20 de mayo de 2006 es Arzobispo de Nápoles. El 12 de diciembre de 2020 fue aceptada su renuncia como Arzobispo de Nápoles.

### Cardenalato
El Papa Juan Pablo II lo creó cardenal luego del consistorio del 21 de febrero de 2001 con el título de cardenal presbítero de Dio Padre misericordioso.
En el seno de la curia romana es miembro de la Congregación para el Clero, de la Congregación para la Doctrina de la Fe (confirmado el 22 de noviembre de 2017, «in aliud quinquennium»), del Pontificio Consejo para el diálogo interreligioso, del Pontificio Consejo para la Promoción de la Unidad de los Cristianos, del Pontificio Consejo para los Textos Legislativos y de la Pontificia Comisión para América Latina.
El 28 de mayo de 2019 fue confirmado como miembro de la Congregación para el Clero ad octogesimum annum.
El 26 de mayo de 2020 fue nombrado miembro del Pontificio Consejo para los Textos Legislativos usque ad octogesimum annum.
El 26 de noviembre de 2022 fue confirmado como miembro del Dicasterio para la Doctrina de la Fe usque ad octogesimum annum aetatis.